# Salamandrinae
Sous-famille
Les Salamandrinae sont une sous-famille d'urodèles de la famille des Salamandridae.

## Répartition
Les espèces de ses quatre genres se rencontrent en Europe, en Afrique du Nord et au Moyen-Orient.

## Liste des genres
Selon Amphibian Species of the World (11 mars 2014) :
- Chioglossa Bocage, 1864
- Lyciasalamandra Veith & Steinfartz, 2004
- Mertensiella Wolterstorff, 1925
- Salamandra Garsault, 1764

## Publication originale
- Goldfuss, 1820 : Handbuch der Zoologie. Zweite Abtheilung. Nürnburg: Johann Leonhard Schrag.